# 苏光
苏光（1918年或1919年—1999年），原名张树森，男，山西洪洞人，中国漫画家，曾任中国美术家协会理事，山西省美术家协会主席。